# Lepidium montanum
Espèce
Lepidium montanum est une espèce de plante à fleurs de la famille des Brassicaceae, originaire du centre-ouest au sud-ouest des États-Unis.

## Description morphologique

### Appareil végétatif
Cette plante herbacée de 40 cm de hauteur environ présente de nombreuses tiges, formant un buisson de forme arrondie. Les feuilles de la base, longues de 4 à 7,5 cm, sont composées pennées ; celles situées plus haut sur les tiges sont plus petites et souvent entières.

### Appareil reproducteur
La floraison a lieu entre mars et juin, avec parfois une deuxième floraison à la fin de l'été et au début de l'automne, si les pluies ont été suffisamment abondantes.
L'inflorescence, située à l'extrémité de chaque tige, est une grappe dense et courte de minuscules fleurs blanches. Chaque fleur possède quatre pétales de 3 mm de long. Le fruit est une silicule de 3 mm de long, plate, ovale, et conservant le style à son extrémité.

## Répartition et habitat
Lepidium montanum pousse dans les zones désertiques ou les friches arides des États-Unis, souvent au sein des associations végétales Pinus-Juniperus, Larrea tridentata ou Artemisia tridentata.
L'aire de répartition de cette espèce s'étend, à l'ouest, de l'Oregon à la Californie, et à l'est jusqu'au Texas, au Wyoming et au Colorado.